# 1979년 AFC 청소년 축구 선수권 대회
1979년 AFC 청소년 축구 선수권 대회는 1979년 10월 25일부터 11월 10일까지 중화인민공화국 상하이에서 개최될 예정이었으나 취소된 21번째 AFC 청소년 축구 선수권 대회이다.

## 대회의 취소
21번째 AFC 청소년 축구 선수권 대회는 원래 1979년 10월 25일부터 11월 10일까지 중국 상하이에서 열기로 되어 있었으나 중국 정부는 방글라데시에서 열린 1978년 AFC 청소년 축구 선수권 대회에서 공동 우승을 차지했던 대한민국·이라크 선수단의 초청을 거절했다. 아시아 축구 연맹(AFC)은 1979년 7월 14일에 말레이시아 쿠알라룸푸르에서 집행위원회를 열고 중국 정부가 대한민국·이라크 선수단의 1979년 AFC 청소년 축구 선수권 대회 초청을 허용해야 한다고 결정했다. 그런데도 중국 정부가 당시 중국과의 외교 관계가 없던 대한민국 선수단의 초청 및 입국 허용 문제에 소극적인 자세를 보이자 아시아 축구 연맹과 국제 축구 연맹(FIFA)은 중국 정부가 1979년 AFC 청소년 축구 선수권 대회에서 대한민국 선수단의 초청과 입국을 보장하지 않으면 대회 자체를 인정하지 않을 것이라고 밝히고 중국이 갖고 있던 대회 개최권을 박탈할 가능성을 시사했다.
중국 축구 협회는 1979년 9월 1일에 아시아 축구 연맹에 보낸 공식 서한을 통해 "중국 정부가 대한민국·이라크 선수단의 초청을 허용하지 않으면 AFC와 FIFA에서 대회 자체를 인정할 수 없다고 경고했기 때문에 1979년 AFC 청소년 축구 선수권 대회 개최권을 반납한다."고 통보했다. 이에 대한축구협회에서는 1979년 AFC 청소년 축구 선수권 대회를 대한민국에서 열고 싶다는 의사를 밝혔으나 일정 문제로 인하여 성사되지 않았다. 아시아 축구 연맹은 1979년 10월 6일에 공식 성명을 내고 "어느 나라도 중국을 대신해서 개최하고 싶다는 의사를 밝히지 않은 데다가 시간이 촉박하기 때문에 AFC 청소년 축구 선수권 대회를 취소한다."고 결정했다.

## 참가가 예정되었던 팀
중국에서 열릴 예정이었던 1979년 AFC 청소년 축구 선수권 대회에서는 총 17개국이 초청 대상에 올랐으나 대회가 취소되면서 성사되지 않았다.
- 중화인민공화국 (개최국)
- 바레인
- 방글라데시
- 버마
- 홍콩
- 인도
- 인도네시아
- 이란
- 이라크
- 일본
- 조선민주주의인민공화국
- 쿠웨이트
- 말레이시아
- 파키스탄
- 필리핀
- 사우디아라비아
- 싱가포르
- 태국